# جنگل‌های پهن‌برگ خشک حاره‌ای و جنب‌حاره‌ای

وسعت مناطق جنگلی خشک حاره‌ای و جنب‌حاره‌ای

جنگل پهن‌برگ خشک حارّه‌ای و جنب‌حارّه‌ای یک نوع زیستگاه است که توسط صندوق جهانی طبیعت تعریف شده‌است و در عرض‌های جغرافیایی منطقه حاره‌ای و جنب‌حاره‌ای قرار دارد. اگرچه این جنگل‌ها در آب و هوای گرم در تمام طول سال، ممکن است صدها سانتی‌متر باران در سال دریافت کنند، آن‌ها دارای فصول خشک طولانی هستند که چندین ماه طول می‌کشد، که بر اساس منطقهٔ جغرافیایی آن‌ها متفاوت است. این خشکسالی‌های فصلی تأثیر زیادی بر روی همه موجودات زندهٔ جنگل دارد.
در بیشتر این جنگل‌ها، درختان برگ‌ریز غالب هستند و در طول خشکسالی، دورهٔ بی‌برگی رخ می‌دهد که بسته به نوع گونه درخت، متفاوت است. از آن‌جایی که درختان، از طریق برگ‌های خود، رطوبت خود را از دست می‌دهند، ریزش برگ‌ها به درختانی مانند ساج و آبنوس کوهی اجازه می‌دهد تا آب را برای استفاده در دوره‌های خشکسالی، حفظ کنند. ریزش برگ درختان، لایهٔ تاج‌پوش جنگل را باز کرده و نور خورشید را قادر می‌سازند تا به سطح زمین برسد و رشد گیاهان کوچک را تسهیل کند. درختان در مکان‌های مرطوب و درختانی که به آب‌های زیرزمینی دسترسی دارند، معمولاً همیشه‌سبز هستند. مکان‌های نابارور نیز تمایل به پذیرش درختان همیشه‌سبز دارند. سه منطقهٔ زیست‌محیطی جنگل‌های خشک استوایی، جنگل‌های همیشه‌سبز خشک دکن شرقی، جنگل‌های همیشه‌سبز خشک منطقهٔ خشک سری‌لانکا، و جنگل‌های همیشه‌سبز خشک جنوب شرقی هندوچین، با درختان همیشه‌سبز مشخص می‌شوند.
این‌گونه جنگل‌ها، اگرچه تنوع بیولوژیکی کمتری نسبت به جنگل‌های بارانی دارند، اما جنگل‌های خشک حاره‌ای، محل زندگی طیف گسترده‌ای از حیات وحش از جمله میمون‌ها، گوزن‌ها، گربه‌های بزرگ، طوطی‌ها، جوندگان مختلف و پرندگان زمینی هستند. زیست‌توده پستانداران در جنگل‌های خشک بیشتر از جنگل‌های بارانی است، به‌ویژه در جنگل‌های خشک آسیایی و آفریقایی. بسیاری از این گونه‌ها سازگاری فوق‌العاده‌ای با اقلیم نامناسب و دشوار، نشان می‌دهند.
این زیست‌بوم متناوب با عنوان بیوم جنگل خشک حاره‌ای و جنب‌حاره‌ای یا زیست‌بوم جنگل خزان‌دار (برگ‌ریز) حاره‌ای و جنب‌حاره‌ای شناخته می‌شود.

## تنوع جغرافیایی

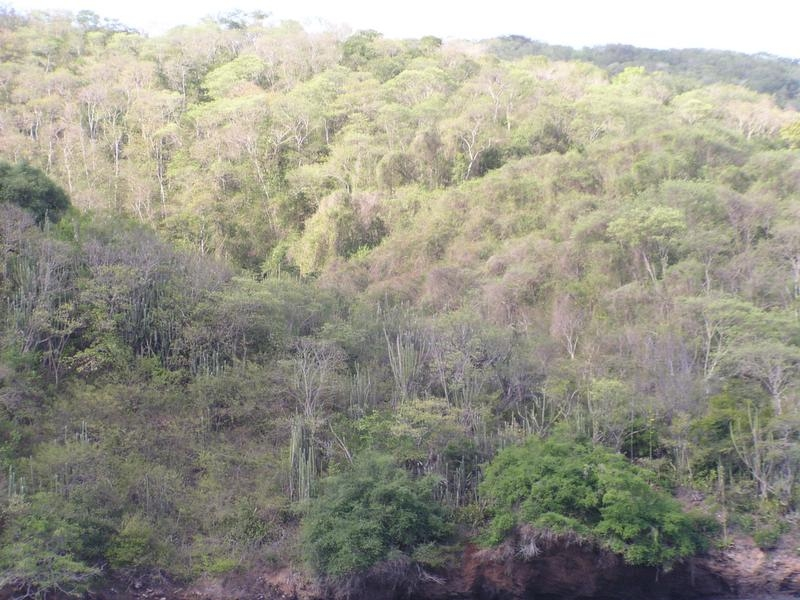
جنگل خشک ترینیداد و توباگو در Chacachacare که طبیعت برگ‌ریز فصل خشک پوشش گیاهی را نشان می‌دهد.

جنگل‌های خشک، معمولاً در نواحی خشک‌تر شمال و جنوب کمربند جنگل‌های بارانی استوایی، جنوب یا شمال بیابان‌های جنب‌حاره‌ای، معمولاً در دو ناحیه وجود دارند: یکی بین مدار ۱۰ تا ۲۰ درجهٔ شمالی و دیگری بین ۱۰ تا ۲۰ درجهٔ جنوبی.
متنوع‌ترین جنگل‌های خشک جهان در غرب و جنوب مکزیک و در دشت‌های بولیوی هستند. جنگل‌های خشک سواحل اقیانوس آرام در شمال غربی آمریکای جنوبی به دلیل آب و هوای خشک خود، پذیرای گونه‌های منحصربه‌فردی هستند. بوته‌زارها و بیشه‌زارهای ماپوتالند-پوندولند در امتداد ساحل شرقی آفریقای جنوبی متنوع هستند و بسیاری از گونه‌های بومزاد را پشتیبانی می‌کنند. جنگل‌های خشک مرکزی هند و هندوچین به‌دلیل فون‌های مهره‌داران بزرگشان قابل‌توجه هستند. جنگل‌های برگ‌ریز خشک ماداگاسکار و جنگل‌های خشک کالدونیای جدید نیز برای طیف وسیعی از گونه‌ها و در سطوح طبقه‌بندی بالاتر، بسیار متمایز هستند (بومزاد مشخص و تعداد زیادی بازمانده). درختان این مناطق، در فصول خشک از آب‌های زیرزمینی استفاده می‌کنند.

## الگوها و الزامات تنوع زیستی

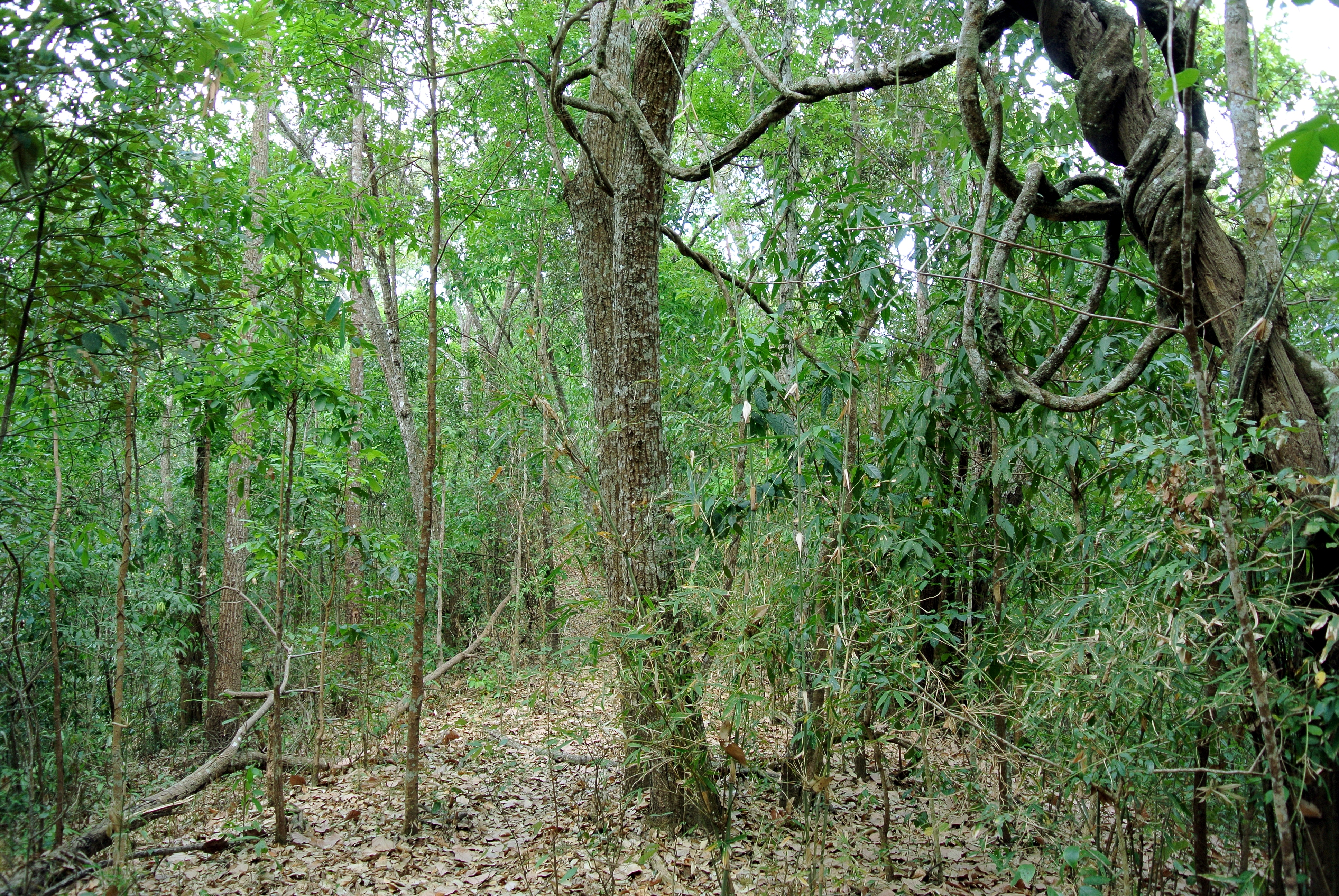
جنگل فصلی جنب‌حاره‌ای نیمه‌همیشه‌سبز در پارک ملی دوی اینتانون، تایلند شمالی، در پایان فصل خشک.

گونه‌های این جنگل‌ها معمولاً دامنهٔ وسیع‌تری نسبت به گونه‌های جنگل‌های مرطوب حاره‌ای دارند، اگرچه در برخی مناطق، بسیاری از گونه‌ها محدودهٔ بسیار محدودی را اشغال می‌کنند. بیشتر گونه‌های جنگلی خشک به جنگل‌های خشک گرمسیری، به ویژه در مورد گیاهان، محدود می‌شوند. تنوع زیستی بتا و آلفا زیاد است اما معمولاً کمتر از جنگل‌های مرطوب مجاور است.
حفاظت مؤثر از جنگل‌های پهن‌برگ خشک، مستلزم حفظ مناطق وسیع و پیوستهٔ جنگل است. مناطق طبیعی بزرگ برای سکونت درندگان بزرگ‌تر و سایر مهره‌داران و محافظت از گونه‌های حساس در مقابل، شکار مورد نیاز است. تداوم جنگل‌های ساحلی و منابع آبی، برای بسیاری از گونه‌های جنگلی خشک، حیاتی است. بخش‌های بزرگی از جنگل دست‌نخورده مورد نیاز است تا گونه‌ها بتوانند از رویدادهای بزرگی مانند آتش‌سوزی‌های جنگلی بهبود یابند.
جنگل‌های خشک، به‌شدت به آتش‌سوزی‌های متعدد و بیش از حد و موضوع جنگل‌زدایی حساس هستند. چرای بی‌رویه و گونه‌های جدید یا مهاجم نیز می‌توانند که به‌سرعت، جوامع طبیعی را تغییر دهند. بازسازی این جنگل‌ها، ممکن، اما چالش‌برانگیز است، به‌ویژه اگر تخریب، شدید و مداوم باشد.

## بوم‌ناحیه‌ها
| بوم‌ناحیه‌های جنگل‌های پهن‌برگ خشک حاره‌ای و جنب‌حاره‌ای قلمرو نوحاره‌ای | بوم‌ناحیه‌های جنگل‌های پهن‌برگ خشک حاره‌ای و جنب‌حاره‌ای قلمرو نوحاره‌ای                          |
| ---------------------------------------------------------------- | ----------------------------------------------------------------------------------------- |
| Apure–Villavicencio dry forests                                  | ونزوئلا                                                                                   |
| جنگل‌های خشک اتلانتیک                                             | برزیل                                                                                     |
| Bahamian dry forests                                             | باهاما                                                                                    |
| جنگل‌های خشک بایو                                                 | مکزیک                                                                                     |
| جنگل‌های خشک بالاس                                                | مکزیک                                                                                     |
| Bolivian montane dry forests                                     | بولیوی                                                                                    |
| Cauca Valley dry forests                                         | کلمبیا                                                                                    |
| Cayman Islands dry forests                                       | جزایر کیمن                                                                                |
| جنگل‌های خشک آمریکای مرکزی                                        | کاستاریکا، السالوادور، گواتمالا، هندوراس، مکزیک، نیکاراگوئه                               |
| گرن چاکو                                                         | آرژانتین، بولیوی، پاراگوئه                                                                |
| Chiapas Depression dry forests                                   | گواتمالا، مکزیک                                                                           |
| جنگل‌های خشک چیکوئیتانو                                           | بولیوی، برزیل                                                                             |
| Cuban dry forests                                                | کوبا                                                                                      |
| Ecuadorian dry forests                                           | اکوادور                                                                                   |
| Hispaniolan dry forests                                          | جمهوری دومینیکن، هائیتی                                                                   |
| Jalisco dry forests                                              | مکزیک                                                                                     |
| Jamaican dry forests                                             | جامائیکا                                                                                  |
| Lara–Falcón dry forests                                          | ونزوئلا                                                                                   |
| Lesser Antillean dry forests                                     | آنگویلا، آنتیگوآ و باربودا، گرنادا، مارتینیک، سنت لوسیا، مونتسرات، سنت وینسنت و گرنادین‌ها |
| Magdalena Valley dry forests                                     | کلمبیا                                                                                    |
| Maracaibo dry forests                                            | ونزوئلا                                                                                   |
| Marañón dry forests                                              | پرو                                                                                       |
| Panamanian dry forests                                           | پاناما                                                                                    |
| Patía Valley dry forests                                         | کلمبیا                                                                                    |
| Puerto Rican dry forests                                         | پورتوریکو                                                                                 |
| جنگل‌های خشک جزایر رویلیاخیخدو                                    | مکزیک                                                                                     |
| جنگل‌های خشک سیرا دو لا لاگونا                                    | مکزیک                                                                                     |
| Sinaloan dry forests                                             | مکزیک                                                                                     |
| Sinu Valley dry forests                                          | کلمبیا                                                                                    |
| Southern Pacific dry forests                                     | مکزیک                                                                                     |
| Trinidad and Tobago dry forests                                  | ترینیداد و توباگو                                                                         |
| Tumbes–Piura dry forests                                         | اکوادور، پرو                                                                              |
| جنگل‌های خشک وراکروز                                              | مکزیک                                                                                     |
| Yucatán dry forests                                              | مکزیک                                                                                     |

| بوم‌ناحیه‌های جنگل‌های پهن‌برگ خشک حاره‌ای و جنب‌حاره‌ای نوشمالگان | بوم‌ناحیه‌های جنگل‌های پهن‌برگ خشک حاره‌ای و جنب‌حاره‌ای نوشمالگان |
| ----------------------------------------------------------- | ----------------------------------------------------------- |
| جنگل سونوران–سینالوان                                       | مکزیک                                                       |

| بوم‌ناحیه‌های جنگل‌های پهن‌برگ خشک حاره‌ای و جنب‌حاره‌ای قلمرو هندومالایی | بوم‌ناحیه‌های جنگل‌های پهن‌برگ خشک حاره‌ای و جنب‌حاره‌ای قلمرو هندومالایی |
| ------------------------------------------------------------------ | ------------------------------------------------------------------ |
| جنگل‌های خزان‌دار خشک فلات مرکزی دکن                                 | هند                                                                |
| Central Indochina dry forests                                      | کامبوج، لائوس، تایلند، ویتنام                                      |
| Chota-Nagpur dry deciduous forests                                 | هند                                                                |
| East Deccan dry evergreen forests                                  | هند                                                                |
| Irrawaddy dry forests                                              | میانمار                                                            |
| جنگل‌های خزان‌دار خشک ختیار–گیر                                      | هند                                                                |
| جنگل‌های خزان‌دار خشک دره نارمادا                                    | هند                                                                |
| Northern dry deciduous forests                                     | هند                                                                |
| South Deccan Plateau dry deciduous forests                         | هند                                                                |
| Southeastern Indochina dry evergreen forests                       | کامبوج، لائوس، تایلند                                              |
| Southern Vietnam lowland dry forests                               | ویتنام                                                             |
| Sri Lanka dry-zone dry evergreen forests                           | سری‌لانکا                                                           |

| بوم‌ناحیه‌های جنگل‌های پهن‌برگ خشک حاره‌ای و جنب‌حاره‌ای اقیانوسیه | بوم‌ناحیه‌های جنگل‌های پهن‌برگ خشک حاره‌ای و جنب‌حاره‌ای اقیانوسیه |
| ----------------------------------------------------------- | ----------------------------------------------------------- |
| جنگل‌های خشک حاره‌ای فیجی                                     | فیجی                                                        |
| جنگل‌های خشک حاره‌ای هاوایی                                   | هاوایی                                                      |
| جنگل‌های خشک حاره‌ای ماریانا                                  | گوآم، جزایر ماریانای شمالی                                  |
| جنگل‌های خشک حاره‌ای یاپ                                      | ایالات فدرال میکرونزی                                       |

| بوم‌ناحیه‌های جنگل‌های پهن‌برگ خشک حاره‌ای و جنب‌حاره‌ای اقیانوسیه | بوم‌ناحیه‌های جنگل‌های پهن‌برگ خشک حاره‌ای و جنب‌حاره‌ای اقیانوسیه |
| ----------------------------------------------------------- | ----------------------------------------------------------- |
| جنگل‌های خشک حاره‌ای فیجی                                     | فیجی                                                        |
| جنگل‌های خشک حاره‌ای هاوایی                                   | هاوایی                                                      |
| جنگل‌های خشک حاره‌ای ماریانا                                  | گوآم، جزایر ماریانای شمالی                                  |
| جنگل‌های خشک حاره‌ای یاپ                                      | ایالات فدرال میکرونزی                                       |

| بوم‌ناحیه‌های جنگل‌های پهن‌برگ خشک حاره‌ای و جنب‌حاره‌ای قلمرو استرالزی | بوم‌ناحیه‌های جنگل‌های پهن‌برگ خشک حاره‌ای و جنب‌حاره‌ای قلمرو استرالزی |
| ---------------------------------------------------------------- | ---------------------------------------------------------------- |
| Lesser Sundas deciduous forests                                  | اندونزی                                                          |
| New Caledonia dry forests                                        | کالدونیای جدید                                                   |
| سومبا                                                            | اندونزی                                                          |
| Timor and Wetar deciduous forests                                | اندونزی، تیمور شرقی                                              |

| بوم‌ناحیه‌های جنگل‌های پهن‌برگ خشک حاره‌ای و جنب‌حاره‌ای قلمرو آفریقای حاره‌ای | بوم‌ناحیه‌های جنگل‌های پهن‌برگ خشک حاره‌ای و جنب‌حاره‌ای قلمرو آفریقای حاره‌ای |
| ---------------------------------------------------------------------- | ---------------------------------------------------------------------- |
| Cape Verde Islands dry forests                                         | کیپ ورد                                                                |
| جنگل‌های خزان‌دار خشک ماداگاسکار                                         | ماداگاسکار                                                             |
| Zambezian Cryptosepalum dry forests                                    | زامبیا، آنگولا                                                         |